# Peace Through Superior Firepower

Peace Through Superior Firepower est un DVD officiel du groupe de metal extrême Cradle of Filth sorti chez Roadrunner Records le 22 novembre 2005.
Le DVD se compose :
- du concert à Paris du 2 avril 2005 (Target... Paris (Live))
  - 1. Satyriasis
  - 2. Gilded Cunt
  - 3. Nemisis
  - 4. Mannequin
  - 5. The Black Goddess Rises
  - 6. A Gothic Romance
  - 7. Her Ghost in the Fog
  - 8. Nymphetamine
  - 9. Tortured Soul Asylum
  - 10. The Forest Whispers My Name
  - 11. A Bruise Upon the Silent Moon
  - 12. The Promise of Fever
  - 13. 13 Autumns and a Widow
  - 14. Mother of Abominations
  - 15. Painting Flowers White Never Suited My Palette
  - 16. From the Cradle to Enslave

- d'un documentaire sur le groupe
  - 1. Postcards from Vulgaria (A Shockumentary)
  - 2. Virgin on the Stupid (shows them at a signing in Virgin Records)

- d'une interview avec le groupe, de six vidéos de promotion et d'une galerie de photos (Extra Rounds: Video Propaganda)
  - 1. Her Ghost in the Fog
  - 2. No Time to Cry
  - 3. Babylon A.D.
  - 4. Mannequin
  - 5. The Promise of Fever
  - 6. Nymphetamine